# 정 (정서)
정(情)은 '느끼어 일어나는 마음' 더 나아가 '사랑이나 친근감을 느끼는 마음'으로 정의되나 특히 한국사회에서는 이러한 사전적 의미를 넘어서는 깊은 의미를 갖는 정(情)에 대해서 대표적인 한국의 정서로 곧잘 언급된다.

## 같이 보기
- 한
- 효
- 한류